# Командование сил специального назначения Турции
Командование сил специального назначения (тур. Özel Kuvvetler Komutanlığı — OKK) — формирование специального назначения Вооружённых сил Турции, которое было образовано в современном виде в 1992 году на уровне бригады.
Формирование подчиняется непосредственно Генеральному штабу Вооружённых сил Турции. Занимается выполнением специальных заданий, которые являются слишком сложными для других воинских частей вооружённых сил Турции. Известно также под прозвищем «бордовые береты» по цвету своих парадных головных уборов.

## История
27 сентября 1952 года в Вооружённых силах Турции были образованы так называемые «Специальные и вспомогательные боевые части» (тур. Hususi ve Yardımcı Muharip Birlikleri), созданные по образцу Сил специального назначения Армии США. 7 ноября 1953 года они были переименованы в «Комиссию по мобилизационной инспекции» (тур. Seferberlik Tetkik Kurulu). 14 декабря 1970 года она была преобразована в Отдел специального назначения (тур. Özel Harp Dairesi). В связи с усилением угроз, связанных с войной в Персидском заливе и обострением ситуации в Северном Ираке 14 апреля 1992 года было образовано Командование сил специального назначения в составе одной бригады. Позже бригада выросла до размеров дивизии, а в 2006 году преобразована в корпус решением Верховного военного совета Турции, что было подтверждено в 2015 году. В 2004 году на чемпионате мира по военно-прикладному спорту, прошедшему в Германии, команда турецкого спецназа заняла первое место среди 26 участников.
Сведения о личном составе Командования засекречены. В настоящее время Командование участвует в операциях против курдских вооружённых отрядов, признанных в Турции террористическими организациями, и патрулирует Юго-Восточную Анатолию.

## Некоторые операции и значимые события
- В 1998 году Командование сил специального назначения потребовало от Демократической партии Курдистана выдать им полевого командира Рабочей партии Курдистана Шемдина Сакыка[англ.]. Получив отказ, турки направили свой спецназ в Ирак и арестовали Сакыка[16].
- В 1999 году лидер Рабочей партии Курдистана Абдулла Оджалан, скрывавшийся в посольстве Греции в Кении и пытавшийся сбежать в Нидерланды самолётом, был вывезен в аэропорт Найроби и арестован турецкой группой захвата[17].
- В 2014 году турецкий спецназ при поддержке Национальной разведывательной организации освободил 49 сотрудников консульства, взятых в заложники в Мосуле террористами ИГИЛ[18].
- Турецкий спецназ участвовал в операциях «Шах Евфрата»[англ.] в 2015 году[19], «Щит Евфрата» и «Оливковая ветвь»[20], оказывая помощь Сирийской свободной армии[21].
- С 2019 года турецкий спецназ участвует в операциях в Северном Ираке под кодовыми названиями «Коготь?!»[22], «Источник мира»[23], «Лапа орла» и «Лапа тигра»[24].
- В 2016 году заместитель командующего силами специального назначения бригадный генерал Семих Терзи[англ.] примкнул к путчистам, возглавив группу примерно из 40 человек, которая должна была захватить штаб Командования сил специальными операциями. Операция провалилась, а сержант-майор Омер Халисдемир застрелил генерала Терзи, повергнув мятежников в панику[25], но и сам погиб от пули лейтенанта Михрали Атмаджа[26].

## Структура
Спецназ Турции не является формированием в составе армии, флота или авиации, подчиняясь только Генеральному штабу Вооружённых сил. Численность личного состава не превышает 500 человек: в 2017 году в распоряжении Командования находился также небоевой (административный) персонал. В состав Командования входит Особая авиационная группа, которая предоставляет воздушную поддержку (в виде вертолётов) во время миссий: она доступна как днём, так и ночью.

## Обучение
Службу в спецназе могут проходить только солдаты и офицеры Сухопутных войск Турции; предпочтение отдаётся лицам, знающим хотя бы один иностранный язык. Для приёма необходимо, чтобы кандидат отслужил не менее 3 лет в сухопутных войсках и имел определённый опыт участия в боевых операциях, учениях или даже боестолкновениях. Курс обучения длится 3 с половиной года и предусматривает обучение ряду важнейших навыков: нетрадиционным боевым действиям, ведению спецопераций, специальной разведки и внедрения, секретных операций, психологической войны и подводных действий; прыжков с парашютами на малой и большой высоте (днём и ночью); проведению контртеррористических операций в жилых районах, ближнему бою, сопротивлению пыткам, засадам и рейдам, саботажу, побегу из мест заключения и прорыву окружения; охране высокопоставленных лиц, снайперской стрельбе, разведке, выживанию в экстремальных условиях; участию в операциях при сильном снеге, в сильную жару и холод; организации подрывов и поджогов, обнаружению урона и оказанию первой медицинской помощи.
Рекруты проходят 72-недельный курс обучения на родине, а также за рубежом от 10 до 52 недель (зависит от звания) и обучение по специальности. Лица, прошедшие курс обучения, сдают экзамен на получение бордового берета: команды бойцов разбрасывают по разным точкам без снаряжения и возможности доставки помощи, и бойцам нужно будет продержаться в течение двух недель. В последний месяц обучения, так называемый «адский месяц», кандидатов похищают и подвергают допросам и пыткам, проверяя их силу воли. Тогда же проводится заключительное испытание «Уверенный выстрел» (тур. Güven Atışı): два оперативника держат бумажную мишень размером с книгу, находясь рядом друг с другом в разных позах, а третий из боевого оружия (например, из двух пистолетов) стреляет по мишени с расстояния примерно в 15 метров. Держащие мишень бойцы не имеют при этом права двигаться и не носят никакую защиту. Когда у стрелка заканчиваются пули, то бойцы меняются ролями. Формально такого упражнения по стрельбе в вооружённых силах Турции нет, а подобная стрельба часто демонстрируется на показательных выступлениях спецназа (в том числе и для телевидения).

## Снаряжение
| Бордовые береты       | |
| Пистолеты             | HK USP, SIG P226, SIG P229, Sarsilmaz Kilinc 2000 Mega, Sarsilmaz Kilinc 2000 Light, Glock 17, Glock 19                                                                      |
| Гладкоствольные ружья | Benelli M4 Super 90 |
| Автоматы              | M4A1, HK416, MKEK MPT-76, MPT-55, IMI Tavor TAR-21 |
| Пистолеты-пулемёты    | HK MP5, MP7A1, FN P90 |
| Снайперские винтовки  | KNT-308, Sako TRG, CheyTac Intervention, Barrett M82, Accuracy International Arctic Warfare, MKEK JNG-90, M110, McMillan Tac-50, Remington MSR & Accuracy International AX50 |